# Adolphe-Charles Adam
Adolphe-Charles Adam, noto in Italia come Adolfo Carlo, (Parigi, 24 luglio 1803 – Parigi, 3 maggio 1856) è stato un compositore e critico musicale francese.
Autore prolifico di composizioni per l'opera e il balletto, è famoso per i balletti Giselle (1844) e Le Corsaire (1856), le opere Le postillon de Lonjumeau (1836) e Les Toréadors (nota anche con il titolo di Le toréador ou L'accord parfait (1849), nonché la canzone di Natale Minuit chrétiens (1847).

## Biografia

### La gioventù
Adolphe-Charles Adam era figlio di Johann Ludwig, professore di pianoforte al Conservatorio di Parigi.
Non fu in un primo tempo destinato dai suoi genitori allo studio della musica, ma venne inviato molto giovane in un pensionato di Belleville per cominciare gli studi letterari e per diversi anni frequentò il liceo "Napoleone". In questo periodo frequentò in segreto, contro il volere paterno, l'amico compositore Ferdinand Hérold, apprendendo le basi della musica.
Poco amante dello studio, fece pochi progressi e non andò al di là della quarta classe. Dietro le sue insistenti e reiterate richieste, suo padre acconsentì infine a ritirarlo dal collegio e a concedergli un maestro di musica, a patto che la composizione rimanesse per lui solo un hobby e non una professione.
Anche il maestro ebbe a lagnarsi di lui nonché i suoi professori di greco e latino.
Musicista d'istinto, gli sembrava più facile indovinare il meccanismo dell'arte che apprenderlo, d'altronde, poco sorvegliato nel suo studio, godeva di una grande libertà.
In capo a qualche anno si trovò nella condizione di poter suonare abbastanza bene il pianoforte e di improvvisare con facilità sugli organi di più chiese di Parigi, senza aver fatto molto per pervenire a questo risultato e senza essere in grado di leggere speditamente una sola lezione di solfeggio.
Aveva ricevuto qualche lezione di armonia da Jacques Widerkehr e, poco dopo (1817) entrò al Conservatorio, luogo in cui non perse le sue cattive abitudini, ma dove infine, grazie all'organizzazione della scuola, perse la sua indolenza.
Dopo aver seguito un corso di armonia sotto Antonín Reicha, si mise a scrivere arie, duetti, scene intere, poco notevoli dal punto di vista della correttezza dello stile, ma in cui si trovavano delle facili melodie. François-Adrien Boieldieu, che ebbe occasione di vedere questi saggi, credette di scorgervi il germe del talento. Prese Adam con sé nel suo corso di composizione e da questo momento il gusto dello studio si risvegliò nel giovane musicista. C'era, tra il maestro ed il discepolo, una singolare analogia di spirito e di passione per l'arte, fatta salva la differenza di talento. Tutti e due erano melodisti, tutti e due avevano per qualità dominante l'istinto dell'espressione della parola cantata e l'intelligenza scenica.
Adam era stato l'allievo che meglio conveniva al modo di insegnare tenuto da Boïeldieu e questi, a sua volta, il maestro che meglio poteva sviluppare le capacità dell'allievo. Si stabilì una stretta intimità tra loro sin dal primo incontro, cosa che favorì i rapidi progressi del giovane compositore sotto la guida dell'autore de La dame blanche.

### Gli inizi
Quando Adam concorse all'Accademia delle belle arti dell'istituto per il gran premio di composizione, la sezione di musica chiamata a giudicare notò la somiglianza del suo stile con quello del suo maestro. Gli fu assegnato il secondo premio per l'opera Le mal du pays. Aveva sperato nel primo, ma non se ne ebbe troppo a male, perché, più che viaggiare col titolo di pensionato dello stato, gli premeva darsi immediatamente alla carriera di compositore drammatico alla quale si sentiva predestinato.
Per arrivare al teatro non bastava aver compiuto gli studi con qualche successo, poiché il talento di un musicista non può essere apprezzato che sulla scena, e prima bisogna arrivarci. Comprendendo la difficoltà di uscire da questo circolo vizioso, Adam non immaginò mezzo migliore dell'introdursi a poco a poco nel teatro.
Dapprima sinfonista saltuario del Ginnasio drammatico, divenne poi accompagnatore al piano ed ebbe l'opportunità di conoscere alcuni autori diventandone amico. Qualcuno gli scrisse dei versi da mettere in musica, e le graziose melodie che scrisse per Le batelièr, Caleb, Le Hussard de Felsheim e altri vaudeville, divennero popolari e precorsero i suoi più importanti successi.
Nello stesso tempo in cui si faceva conoscere per queste graziose bagatelle, improvvisava con una prodigiosa fecondità fantasie e variazioni sulla maggior parte delle opere rappresentate a Parigi, particolarmente, La muta di Portici, La fiancée di Daniel Auber, il Moïse et Pharaon, Le Comte Ory e il Guglielmo Tell di Rossini, La dame blanche, Les deux nuits di François-Adrien Boieldieu e molte altre.
La prima opera che Adam poté portare sulle scene fu Pierre et Catherine, in un atto, fatta rappresentare nel febbraio del 1829 al Théâtre national de l'Opéra-Comique. Quest'opera fu bene accolta dal pubblico.

### La carriera
Danilowa, altra opera in tre atti, rappresentata nello stesso teatro nell'aprile del 1830, è una composizione più importante, nella fattura della quale si nota più abilità e che faceva ben sperare per l'avvenire.
Dal 1830 al 1832 si trasferì a Londra, dove scrisse prevalentemente balletti per il King's Theatre, ricevendo anche un premio per un allestimento del Faust.
Sfortunatamente, per diverso tempo dopo questo iniziale successo, il desiderio di far presto sembrò prevalere su quello di far bene, le sue opere si succedevano con rapidità, ma rasentavano la faciloneria e il cattivo gusto. Tutto ciò fece temere che il compositore non fosse destinato a lasciare una traccia duratura di sé nella storia della musica, ma le Proscrit, opera in tre atti, rappresentata il 17 settembre 1833, provò il contrario.
Nel 1834 compose Le Chalet, il suo successo maggiore.
A questa opera seguirono molti altri lavori teatrali nonché balletti in cui non è raro trovare melodie molto graziose, fino al 1845, quando la sua attività sembra subire una battuta d'arresto.
Nel 1847 con il piccolo capitale accumulato aprì un proprio teatro, l'Opéra-National, che però dovette chiudere dopo soli quattro mesi, trovandosi il fondatore in grande crisi finanziaria. Riuscì a risollevarsi solo dopo cinque anni, e solo grazie alle royalties delle sue opere più famose.
Nel 1849 tornò sulle scene con le opere Toreador, Le fanal e il balletto La Filleule des Fées con Carlotta Grisi, Marius Petipa e Jules Perrot all'Opéra national de Paris, oltre a una moltitudine di altre composizioni, tra cui diverse messe solenni.
Il suo brano natalizio Cantique de Noël, meglio conosciuto come Minuit, Chrétiens o con il titolo inglese O Holy Night, divenne un successo internazionale e fu il primo brano trasmesso in radio.

### L'ultimo periodo
Decorato con la croce della Legion d'Onore, uomo amabile e di spirito, Adam si era fatto molti amici che seppe conservare anche quando iniziò l'attività di critico per i giornali. Ottenne inoltre nel 1844 di poter succedere a Henri-Montan Berton alla guida della sezione di musica, ma non mancavano accanto a questi riconoscimenti, diverse questioni atte a gettare tristezza nel suo animo.
Non nascondeva a sé stesso che i successi ottenuti a teatro erano effimeri perché basati sull'esperienza pratica, piuttosto che ispirati. Mancava loro la distinzione e la qualità delle idee, e sentiva che, pur avendo composto cinquantatré opere e una quantità di altre composizioni, questo non bastava per la sua gloria.
Questo fardello potrebbe aver contribuito ad affrettarne la morte, avvenuta improvvisamente a soli 52 anni, senza alcuna avvisaglia di sofferenza. Quel giorno aveva assistito al debutto di una cantante all'Opera e alle dieci si ritirò a casa sua. Al mattino seguente fu rinvenuto cadavere nel suo letto.

## Lavori

### Balletti
- La chatte blanche (1830)
- Faust (1833)
- La fille du Danube (1836 all'Opéra national di Parigi con Marie Taglioni)
- Les Mohicans (1837 all'Opéra national di Parigi)
- L'écumeur des mers (1840)
- Les Hamadryades (1840)
- Giselle ou Les Wilis (1841 all'Opéra national di Parigi)
- La jolie fille de Gand (1842 all'Opéra national di Parigi con Carlotta Grisi e Lucien Petipa)
- Le diable à quatre (1843 all'Opéra national di Parigi con Carlotta Grisi e Lucien Petipa)
- La fille de marbre (1845)
- Griseldis ou Les cinq sens (1848 all'Opéra national di Parigi con Petipa e Joseph Mazilier)
- Le filleule des fées (1849)
- Orfa (1852 all'Opéra national di Parigi)
- Le Corsaire (1856)

### Opere
- Le mal du pays ou La bâtelière de Brientz (1827)
- Le jeune propriétaire et le vieux fermier (1829)
- Pierre et Catherine (1829)
- Danilowa, libretto di Paul Duport e Vial (1830)
- Les trois Catherine (1830)
- Trois jours en une heure (1830)
- Joséphine ou Le retour de Wagram (1830)
- Le morceau d'ensemble, libretto di Pierre Carmouche e Frédéric de Courcy (1831)
- Le grand prix ou Le voyage à frais communs, libretto di Michel Masson (1831)
- Casimir ou Le premier tête-à-tête (1831)
- His First Campaign (1832)
- The Dark Diamond (1832)
- Le proscrit ou Le tribunal (1833)
- Une bonne fortune (1834)
- Le chalet (1834)
- La marquise (1835)
- Micheline ou L'Heure de l'esprit (1835)
- Le postillon de Lonjumeau (1836)
- Le fidèle berger (1838)
- Le brasseur de Preston (1838)
- Régine ou Les deux nuits (1839)
- La reine d'un jour (1839)
- La rose de Péronne (1840)
- La main de fer ou Un mariage secret (1841)
- Le roi d'Yvetôt (1842)
- Lambert Simnel (1843)
- Cagliostro (1844)
- Richard en Palestine (1844 all'Opéra national de Paris con Paul Barroilhet)
- La bouquetière (1847 all'Opéra national di Parigi)
- Les premiers pas ou Les deux génies ou Les mémoires de la blanchisseuse (1847)
- Le toréador ou L'accord parfait (1849)
- Le fanal (1849)
- Giralda ou La nouvelle psyché (1850)
- Le farfadet (1852)
- La poupée de Nuremberg (1852)
- Si j'étais roi (1852)
- Le sourd ou L'auberge pleine (1853)
- Le roi des halles (1853)
- Le bijou perdu (1853)
- Le muletier de Tolède (1854)
- À Clichy, épisode de la vie d'un artiste (1854)
- Mam'zelle Geneviève (1856)
- Falstaff (1856)
- Les pantins de Violette (1856) operetta al Théâtre des Bouffes-Parisiens con Hortense Schneider